# Lycia (band)
Lycia is een Darkwave-band, gevormd in 1988, Tempe, Arizona, Verenigde Staten. De band is een van de baanbrekende groepen in darkwave en ethereal wave.
Hun album The burning Circle and the Dust, uit 1996, kreeg aandacht door het powerpopnummer 'Pray'.
Lycia is kenmerkend door hun karakteristieke rijke geluiden en echogitaren, donkere en etherische keyboards.

## Geschiedenis
Mike VanPortfleet begon met Lycia als een soloproject in 1988. In de zomer van 1988 kwam Will Welch bij Lycia. In november dat jaar werd Welch vervangen door John Fair. In maart 1989 kwam Lycia's eerste demotape Wake uit bij het label Orphanage Records.
John Fair verliet de band in 1990 en Will Welch kwam terug. Het geluid van Lycia veranderde in de richting heavynoise en harsh industrial. Aan het einde van dat jaar begon Lycia te werken aan het album Byzantine, maar vanwege technische problemen is het nooit verschenen. Mike VanPortvfleet besloot om fragmenten van dat album te verzamelen en opnieuw te beginnen. Daaruit kwam het album Ionia, onder het label Projekt Records.
A Day in the Stark Corner kwam uit in 1992, een korte California-tournee volgde daarop.
Onder de projectnaam 'Bleak', werkten ze aan het album Vane, met een wat ruigere klank.
```

```

In 1994 kwam zangeres Tara VanFlower erbij. Het album The Burning Circle and then Dust kwam uit in 1995 en Lycia speelde openingsconcerten voor Type O Negative.
Daarop volgde in 1996 het album Cold. Cold is een belangrijk album in de Darkwave-muziek. Estrella (1998) had een meer experimentele output met onwereldse klanken. In 1999 startten ze hun eigen label 'Lycium Music'. Onder de titel 'Estraya' kwam de EP The Time Has Come and Gone uit met liedjes gebaseerd op ambient soundscapes en akoestische gitaren.
Met hetzelfde geluid, maar onder de naam van het belangrijkste project Lycia, brachten ze in 2002 het album Tripping Back Into The Broken Days uit. Datzelfde jaar kregen enkele nummers van Cold een vergunning om te worden gebruikt voor de film 'Lana's Rain'.
In januari 2001 bracht de band Complication Appearances Vol. 1 uit, met nummers opgenomen in Arizona in de vroege jaren 90, op Projekt Records. Na verhuizing terug naar Mesa, Arizona, brachten ze Complication Appearances Vol. 2 juli 2001, met nummers opgenomen in Ohio in het midden tot eind jaren 1990.
In oktober, stopte Lycia met het label 'Projekt Records', en hun album getiteld Empty Space werd vrijgegeven op het label 'Silber Records'. Mike VanPortfleet bracht zijn eerste solo-werk uit in 2004, een album, getiteld Beyond the Horizon Line. Tara Vanflower (nu getrouwd met Mike VanPortfleet) en David Galas hebben ook hun eigen solo-releases.
Vanflower bracht 2 cd's uit, This Womb Like Liquid Honey, My Little Fire-Filled Heart, en had twee solo liveshows, met inbegrip van de Cornerstone Festival in Illinois. David Galas bracht de cd The Cataclysm uit in 2006. Na enkele jaren van inactiviteit, kondigde Lycia aan, op hun Facebook- en MySpace-pagina's, een digital-only release uit te brengen, getiteld Fifth Sun, uitgebracht op 22 juni 2010.

## Discografie
- 1989 - Wake
- 1991 - Ionia
- 1993 - A Day in the Stark Corner
- 1994 - Live
- 1995 - The Burning Circle and Then Dust (remastered in 2006)
- 1997 - Cold (Remastered in 2007)
- 1998 - Estrella (Remastered in 2005)
- 2001 - Complication Appearances Volume 1
- 2001 - Complication Appearances Volume 2
- 2001 - Tripping Back into the Broken Days
- 2003 - Empty Space
- 2010 - Fifth Sun
- 2013 - Quiet moments
- 2015 - A Line That Connects

Andere albums
- 1994/1995 - Vane (uitgegeven onder Bleak, een ander project van Mike VanPortfleet en David Galas)